# Dyserth
Dyserth (walisisch: Diserth) ist eine Ortschaft und eine Community in der walisischen Principal Area Denbighshire. Der Ort hat gemäß dem Zensus 2011 2269 Einwohner.

## Geographie
Die Community Dyserth liegt im Norden des Denbighshire südlich des Seebades Prestatyn und östlich von Rhuddlan. Die Community wird vom Afon Ffyddion durchflossen. Auf dem Gebiet befinden sich die Berge Cerrig Heilyn mit 308 Metern, Moel Hiraddug mit 262 Metern, Craig Fawr mit 151 Metern und Graig-bach, auf dem die weitestgehend abgegangene Dyserth Castle lag. Neben dem Hauptort der Community gibt es weitere Siedlungen wie Bryniau im Norden der Community. Im Hauptort, der auf circa 80 Metern liegt, selbst lässt sich ein Wasserfall finden. In der Gegend um Dyserth gibt es eine Area of Outstanding Natural Beauty. Das Gebiet der Community ist zudem bei Wanderern beliebt.
Die Community liegt nahe der Grenze zum Flintshire und grenzt im Osten auch an die zu diesem gehörende Community Trelawnnyd and Gwaenysgor. Weitere Grenzen mit anderen Communitys verlaufen innerhalb des Denbighshire: im Norden mit Prestatyn, im Westen mit Rhyl und Rhuddlan und im Süden mit Cwm. Die Community und der Ward Dyserth sind deckungsgleich. Die Grenzen der Community wurden 2003 etwas geändert, als ein Teil des Gebiets an Prestatyn abgeschlagen wurde.

## Geschichte
Der Name Dyserth leitet sich vom ursprünglichen Namen Dissard ab, was so viel wie Einsiedlerklause bedeutet. Das Dorf wird im Domesday Book aus dem Jahre 1066 erwähnt. Zuvor existierte auf dem Moel Hiraddug ein Hillfort aus der Zeit vor der römischen Invasion Britanniens. Aus der Zeit der industriellen Revolution lassen sich mehrere Steinbrüche und Kalksteinofen rund um Dyserth finden. Ebenso wird das Dorf auch im Imperial Gazetteer of England and Wales erwähnt.

### Einwohnerentwicklung
| Jahr      | 1801 | 1811 | 1821 | 1831 | 1841 | 1851 | 1861 | 1871 | 1881 | 1891 | 1901 | 1911 | 1921 | 1931 | 1941 | 1951 | 1961 | 1971 | 1981 | 1991 | 2001 | 2011 |
| --------- | ---- | ---- | ---- | ---- | ---- | ---- | ---- | ---- | ---- | ---- | ---- | ---- | ---- | ---- | ---- | ---- | ---- | ---- | ---- | ---- | ---- | ---- |
| Einwohner | 436  | 486  | 585  | 714  | 892  | 1030 | ?    | 1068 | 966  | 735  | 745  | 902  | 1124 | 1413 | ?    | 1625 | 1796 | ?    | ?    | ?    | ?    | 2269 |

## Verkehr
Die Community von der A5151 road und der A547 road durchquert. In Dyserth halten außerdem verschiedene Buslinien.

## Infrastruktur
Dyserth hat ein eigenes Büro der Royal Mail. Zudem hat der Ort mit St Bridget eine eigene Kirche.

## Bauwerke
Auf dem Gebiet der Community liegen zwanzig in die Statutory List of Buildings of Special Architectural or Historic Interest aufgenommene Gebäude. 16 Gebäude sind Grade II buildings, die übrigen vier Grade II* buildings. Unter letzteren befindet sich unter anderem die Church of St Bridget. Nördlich des Ortes liegen die Überreste des mittelalterlichen Dyserth Castle, die zu Beginn des 20. Jahrhunderts fast völlig durch einen Steinbruch abgetragen wurden. Die Überreste der Burg sind ein Scheduled Monument. Zudem existiert in Dyserth ein Kriegsdenkmal.

## Söhne und Töchter der Gemeinde
- John Houghton (1931–2020), Klimaforscher